# Virginio Puecher
Virginio Puecher, all'anagrafe Virginio Puecher Passavalli (Lambrugo, 16 dicembre 1926 – Milano, 29 dicembre 1990), è stato un regista e critico teatrale italiano.

## Biografia
Secondogenito del notaio Giorgio e di Annamaria Gianelli. Il padre, nativo di Como, era di famiglia nobile trentina. Suo fratello maggiore era Giancarlo Puecher, partigiano, arrestato e fucilato a fine 1943 dai miliziani della Repubblica di Salò. A seguito della condanna a morte del fratello Giancarlo, Virginio interruppe gli studi liceali e si rifugiò in Svizzera, mentre il padre venne arrestato e internato nel campo di concentramento di Mauthausen, dove morì il 7 aprile 1945.
Nell’immediato dopoguerra riprese gli studi e si laureò in Filosofia. Nel 1947 sostenne l’esame di ammissione all’Accademia nazionale d'arte drammatica di Roma. Sebbene non accettato, Orazio Costa lo presentò a Giorgio Strehler, che gli consentì di iniziare l’apprendistato teatrale presso l’appena costituito Piccolo Teatro di Milano. Dalla stagione 1947-1948 partecipò a vari allestimenti del Piccolo Teatro: come comparsa, come assistente di palcoscenico e anche come assistente alla regia sia di Giorgio Strehler che di registi ospiti (Orazio Costa, Renato Simoni).
Nel 1951 Virginio Puecher si trasferì a Roma per un impiego presso la Rai come redattore delle trasmissioni culturali della radio e di critico teatrale per il Radiocorriere TV.
Nel 1954 curò, con Barbara Perfilief, una nuova traduzione de Il giardino dei ciliegi di Anton Čechov, che andò in scena, per la regia di Giorgio Strehler, al Piccolo Teatro di Milano a partire dal 13 gennaio 1955. Dalla successiva stagione 1955-1956 tornò al Piccolo Teatro con la qualifica di assistente alla regia di Giorgio Strehler. La prima produzione a cui Puecher collaborò fu El nost Milan di Carlo Bertolazzi, in scena dal 3 dicembre 1955. 
L'8 febbraio 1957 debuttò come regista con I vincitori di Pompeo Bettini, tradotto in milanese da Ettore Albini con il titolo La guèra. Lo spettacolo proseguiva il discorso di recupero del teatro dialettale milanese voluto da Giorgio Strehler. Per la stessa tematica Puecher allestì nel 1960, per la compagnia Stabile del Teatro Milanese, Il focolare domestico di Carlo Bertolazzi e, per il Piccolo Teatro, L’ereditaa del Felis di Luigi Illica, premio Internazionale Luigi Illica 1963.
Sino alla stagione 1962-1963 Virginio Puecher collaborò sia con il Piccolo Teatro di Milano che con altri organismi teatrali italiani, portando in scena autori contemporanei italiani (Una montagna di carta di Guido Rocca; Come nasce un soggetto cinematografico di Cesare Zavattini; Storia di Pablo di Sergio Velitti, da Il compagno di Cesare Pavese; L’equipaggio della "Zattera" di Alfredo Balducci) e autori contemporanei stranieri (Ritratto di Madonna di Tennessee Williams; Estate e fumo di Tennessee Williams; Una luna per i bastardi di Eugene O'Neill; Brodo di pollo con l’orzo di Arnold Wesker, con Lilla Brignone e Gianni Santuccio, per l’inaugurazione del Teatro Stabile di Bologna il 21 febbraio 1963), senza trascurare i classici (Mercadet l’affarista di Honoré de Balzac, con Tino Buazzelli, premio San Genesio 1959; Il revisore di Nikolaj Gogol, con Vittorio Sanipoli, premio San Genesio 1960, per il Teatro Stabile di Genova; Medea di Euripide per l’INDA di Siracusa; La folle giornata ovverosia Il matrimonio di Figaro di Beaumarchais, con Alberto Lionello e Lucilla Morlacchi, per il Teatro Stabile di Genova).
Nel 1964 Puecher presentò L’annaspo di Raffaele Orlando, un omaggio all’amico drammaturgo morto a soli 33 anni.
Il 30 novembre 1964, al Piccolo Teatro di Milano, andò in scena la prima di Sul caso J. Robert Oppenheimer, prima esperienza in Italia di regia collettiva: «dialoghi (…) adattati per il teatro da Heinar Kipphardt; traduzione e riduzione di Gigi Lunari; scene filmate di Cioni Carpi; dispositivo scenico di Luciano Damiani; musiche di Fiorenzo Carpi; regia di Virginio Puecher e Fulvio Tolusso; supervisione di Giorgio Strehler.» Interpreti principali: Renato De Carmine, Luciano Alberici, Ottavio Fanfani, Franco Graziosi, Ugo Bologna, Mario Mariani, Corrado Nardi, Antonio Meschini. Si trattava dell’adattamento scenico dell'inchiesta nei confronti di Robert Oppenheimer, considerato il padre della bomba atomica, nell’era del maccartismo e che, come Vita di Galileo di Bertolt Brecht messo in scena da Strehler nell'aprile 1963 (infatti vennero utilizzate le stesse scene), ha per tema «il dilemma della scienza combattuta tra il desiderio di sapere e lo scrupolo morale di acconsentire o di non opporsi all’uso indiscriminato delle sue scoperte.» (dal Programma di sala).
Nel 1965 curò, ancora per il Piccolo Teatro, la regia de La lanzichenecca di Vincenzo Di Mattia, premio IDI 1964, con Arnoldo Foà e Ilaria Occhini.

## Teatro
- I vincitori (La guera) di Pompeo Bettini ed Ettore Albini, Piccolo Teatro di Milano, 8 febbraio 1957.
- Una montagna di carta di Guido Rocca, Piccolo Teatro di Milano, 23 aprile 1958.
- Ritratto di Madonna di Tennessee Williams, Teatro Gerolamo di Milano, 5 maggio 1958.
- Medea di Euripide, Teatro greco di Siracusa (giugno 1958)
- L’estro del poeta di Eugene O'Neill, Teatro Odeon di Milano, 23 ottobre 1958.
- Mercadet l’affarista di Honoré de Balzac, Piccolo Teatro di Milano, 5 febbraio 1959.[8]
- Una luna per i bastardi di Eugene O'Neill, Teatro Eleonora Duse di Genova, 24 marzo 1959.
- Come nasce un soggetto cinematografico di Cesare Zavattini, Teatro La Fenice di Venezia, 17 luglio 1959.
- Il revisore di Nikolaj Gogol', Teatro Stabile di Genova, 27 ottobre 1959.[9]
- Estate e fumo di Tennessee Williams, Teatro della Cometa di Roma, 20 novembre 1959.
- I venditori di Milano di Ottiero Ottieri, Teatro Gerolamo di Milano, 21 marzo 1960.
- Il focolare domestico di Carlo Bertolazzi, Teatro Gerolamo di Milano, 28 novembre 1960.
- Storia di Pablo di Sergio Velitti, da Cesare Pavese, Piccolo Teatro di Milano, 20 marzo 1961.
- La folle giornata ovverosia Il matrimonio di Figaro di Pierre-Augustin Caron de Beaumarchais, Teatro Eleonora Duse di Genova, 13 gennaio 1962.
- L’equipaggio della “Zattera” di Alfredo Balducci, Teatro dell’Arte di Milano, 17 maggio 1962.
- L’ereditaa del Felis di Luigi Illica, Piccolo Teatro di Milano, 28 novembre 1962.
- Brodo di pollo con l'orzo di Arnold Wesker, Teatro Stabile di Bologna, 21 febbraio 1963.
- Stefano Pelloni detto il Passatore di Massimo Dursi, Teatro La Fenice di Venezia, 30 settembre 1963.
- L’annaspo di Raffaele Orlando, Piccolo Teatro di Milano, 2 marzo 1964.
- Sul caso J. Robert Oppenheimer, da Heinar Kipphardt, regia di Virginio Puecher e Fulvio Tolusso, Piccolo Teatro di Milano, 30 novembre 1964.
- La lanzichenecca di Vincenzo Di Mattia, Piccolo Teatro di Milano, 21 febbraio 1965.
- L'istruttoria di Peter Weiss, Palazzo delle Esposizioni di Pavia, 25 febbraio 1967.
- Rappresentazione per Enrico V, da Enrico V di William Shakespeare, Palasport di Bologna, 27 ottobre 1967.
- Edipo re di Sofocle, Auditorium Rai di Napoli, 31 ottobre 1968.
- Vita immaginaria dello spazzino Augusto G. di Armand Gatti, Teatro Lirico di Milano, 13 febbraio 1969.
- Faust, da UrFaust di Wolfgang Goethe, Teatro Olimpico di Vicenza, 5 settembre 1969.
- Otello di William Shakespeare, Teatro romano di Verona, 10 luglio 1970.
- Il dramma sospeso di Woyzeck di Georg Büchner, musiche di Vittorio Fellegara, Teatro Gobetti di Torino, 22 febbraio 1971.
- Un altro Don Chisciotte di Pietro Formentini, Teatro Alighieri di Ravenna, 23 marzo 1972.
- Il proboviro di Giuseppe Fava, Teatro delle Muse di Catania, 10 novembre 1972.
- Edipo re di Sofocle, Teatro Olimpico di Vicenza, 5 settembre 1973.
- Turandot di Carlo Gozzi, Teatro Carignano di Torino, 2 dicembre 1973.
- La nuova colonia di Luigi Pirandello, Teatro Quirino di Roma, 21 marzo 1975.
- La tempesta di William Shakespeare, Teatro romano di Verona, 4 luglio 1975.
- Zio Vanja di Anton Čechov, Teatro Metastasio di Prato, 25 novembre 1975
- Enrico V di William Shakespeare, Teatro romano di Verona, 5 luglio 1976.
- Mahagonny di Bertolt Brecht e Kurt Weill, Teatro L'Affratellamento di Firenze, 18 dicembre 1976.
- I giganti della montagna di Luigi Pirandello, compagnia Quarta Parete (stagione 1977-1978)
- Rabbia, amori, deliri di Platonov di Anton Čechov, Perugia, 9 novembre 1979.
- Il voto di Salvatore Di Giacomo e Goffredo Cognetti, con Pupella Maggio, Teatro Valle di Roma (novembre 1980)
- Ti aspetto stanotte di Salvato Cappelli, Teatro Sociale di Rovigo, 19 febbraio 1983.
- Turcaret di Alain-René Lesage, Villa Campolieto di Ercolano, 14 luglio 1986.
- La principessa Brambilla, da E. T. A. Hoffmann, Villa Campolieto di Ercolano, 13 luglio 1987.

## Opera lirica
- Diagramma circolare di Alberto Bruni Tedeschi e Giampiero Bona, direzione di Nino Sanzogno, Teatro Fenice di Venezia, 23 settembre 1959.
- La sentenza di Giacomo Manzoni, Teatro Donizetti di Bergamo, 13 ottobre 1960.
- Nina, o sia La pazza per amore di Giovanni Paisiello, Piccola Scala di Milano, 16 gennaio 1961.
- Turandot di Ferruccio Busoni, Teatro alla Scala di Milano, 17 febbraio 1962.
- Il buon soldato Švejk di Gerardo Guerrieri, musica di Guido Turchi, Teatro alla Scala di Milano, 5 aprile 1962.
- Lo zar si fa fotografare di Kurt Weill, Piccola Scala di Milano, 21 maggio 1962.
- Passaggio di Edoardo Sanguineti e Luciano Berio, Piccola Scala di Milano, 6 maggio 1963.
- Alì Babà o I quaranta ladroni, musica di Luigi Cherubini, Teatro alla Scala di Milano, 11 giugno 1963.
- L’angelo di fuoco di Sergej Prokof′ev, Teatro Comunale di Firenze, 25 gennaio 1964.
- Wozzeck di Alban Berg, direttore Bruno Bartoletti, XXVII Maggio Musicale Fiorentino, 8 maggio 1964.
- Hyperion. Lirica in forma di spettacolo (1° versione) di Bruno Maderna e Virginio Puecher, Teatro La Fenice di Venezia, 6 settembre 1964.
- Atomtod di Giacomo Manzoni, Piccola Scala di Milano, 27 marzo 1965.
- Partita a pugni di Vieri Tosatti, direttore Edo De Waart, Festival dei Due Mondi di Spoleto (1965)
- L'incoronazione di Poppea di Claudio Monteverdi, direttore Bruno Bartoletti, Buenos Aires, 7 agosto 1965.
- Il giovane Lord di Hans Werner Henze, Teatro dell’Opera di Roma, 18 dicembre 1965.
- Amfiparnaso di Orazio Vecchi, Piccola Scala di Milano, 6 maggio 1966.
- Orphée et Euridice di Christoph Willibald Gluck, Nuevo Teatro Colón di Buenos Aires, 31 Maggio 1966.
- Lulu di Alban Berg (3° atto incompiuto), Teatro Comunale di Firenze, 17 dicembre 1967.
- Lulu di Alban Berg (3° atto ricostruito), Teatro dell’Opera di Roma, 15 febbraio 1968.
- Hyperion. Lirica in forma di spettacolo (2° versione) di Bruno Maderna e Virginio Puecher, Théâtre Royal de la Monnaie di Bruxelles, 17 maggio 1968.
- Salomè di Richard Strauss, direttore Bruno Bartoletti, Metropolitan Opera, 27 settembre 1968.
- Il giro di vite di Benjamin Britten, Piccola Scala di Milano, 3 giugno 1969.
- La Cecchina ossia La buona figliuola, di Niccolò Piccinni, XII Autunno Musicale Napoletano, 30 ottobre 1969.
- Wozzeck di Alban Berg, direttore Nino Sanzogno, Teatro Comunale di Bologna, 13 dicembre 1969.
- Il coccodrillo di Valentino Bucchi, Teatro della Pergola di Firenze, 9 Maggio 1970.
- Ascesa e caduta della città di Mahagonny di Bertolt Brecht e Kurt Weill, Teatro Nuovo di Torino, 3 giugno 1971.
- Manon di Jules Massenet, Teatro Nuovo di Torino, 13 Aprile 1972.
- La carriera di un libertino di Igor' Fëdorovič Stravinskij, Teatro Comunale di Firenze, 25 gennaio 1973.
- Volo di notte, musica di Luigi Dallapiccola, Teatro La Fenice di Venezia, 27 marzo 1973.
- Billy Budd di Benjamin Britten, Teatro Comunale di Bologna, 10 aprile 1973.
- Manon Lescaut di Giacomo Puccini, Teatro Regio di Torino, 13 maggio 1973.
- Edipo re di Sofocle, Teatro Olimpico di Vicenza (settembre 1973)
- L’angelo di fuoco di Sergej Prokof′ev, Teatro Comunale di Bologna, 15 dicembre 1973.
- L’albergo dei poveri di Flavio Testi, Teatro La Fenice di Venezia, 10 maggio 1974.
- Le nozze di Figaro di Wolfgang Amadeus Mozart, Teatro Comunale di Bologna, 23 dicembre 1974.
- Per Massimiliano Robespierre di Giacomo Manzoni, Teatro Comunale di Bologna, 17 aprile 1975.
- Carmen di Georges Bizet, Teatro Comunale di Bologna, 5 dicembre 1975.
- Torquemada di Nino Rota, Teatro di San Carlo di Napoli, 24 gennaio 1976.
- Le nozze di Figaro di Wolfgang Amadeus Mozart, Teatro Comunale di Bologna, 26 marzo 1976.
- Les Contes d'Hoffmann di Jacques Offenbach, direttore Bruno Bartoletti, 25 settembre 1976.
- Orphée et Euridice di Christoph Willibald Gluck, Teatro Donizetti di Bergamo, 8 ottobre 1976.
- La carriera di un libertino di Igor' Fëdorovič Stravinskij, Teatro Comunale di Bologna, 11 aprile 1978.
- Leonore di Ludwig van Beethoven, Teatro Margherita di Genova, 30 marzo 1979.
- Albert Herring di Benjamin Britten, Piccola Scala di Milano, 19 dicembre 1979.
- Happy End di Bertolt Brecht e Kurt Weill, Sala Verdi del Conservatorio di Milano, 30 novembre 1980.
- Il sosia di Flavio Testi, Piccola Scala di Milano, 5 febbraio 1981.
- Don Giovanni di Wolfgang Amadeus Mozart, Palazzo Ducale di Lucca (agosto 1981)
- La favola del figlio cambiato di Gian Francesco Malipiero, Teatro dell’Opera di Roma, 24 febbraio 1982.
- Les Contes d'Hoffmann di Jacques Offenbach, Lyric Opera of Chicago, 18 settembre 1982.
- L'affare Makropulos di Leoš Janáček, Teatro Comunale di Firenze, 24 Febbraio 1983.
- Szenen aus Goethe’s Faust di Robert Schumann, Teatro La Fenice di Venezia, 18 giugno 1984.
- Orlando di Georg Friedrich Händel, Teatro La Fenice di Venezia, 11 aprile 1985.
- La bohème di Giacomo Puccini, Teatro Rendano di Cosenza, 12 novembre 1985.
- La pietra del paragone di Gioachino Rossini, Teatro Comunale di Bologna, 18 aprile 1986.
- Riccardo III, da William Shakespeare, musica di Flavio Testi, Milano, Teatro alla Scala di Milano, 27 gennaio 1987.
- Alcesti di Christoph Willibald Gluck, Teatro Carlo Felice di Genova, 26 febbraio 1987.
- Aida di Giuseppe Verdi, Teatro Comunale di Trieste (aprile 1988)
- Simon Boccanegra di Giuseppe Verdi, Teatro Comunale di Firenze, 29 settembre 1988.
- Ciro in Babilonia o sia La caduta di Baldassarre di Gioachino Rossini, Opera Giocosa di Savona, 4 novembre 1988.
- Il piccolo Marat di Pietro Mascagni, Villa Mimbelli di Livorno, 14 luglio 1989.
- Falstaff di Giuseppe Verdi, Treviso, Teatro Teatro Comunale di Treviso, 21 settembre 1990.

## Televisione
- Mercadet l’affarista di Honoré de Balzac, 31 marzo 1959.
- La folle giornata ovverosia Il matrimonio di Figaro di Pierre-Augustin Caron de Beaumarchais, 22 ottobre 1962.
- L'istruttoria di Peter Weiss, 9 giugno 1967.

## Radio
- I corvi di Henry Becque, 24 maggio 1957.
- Figlio di nessuno di Henry de Montherlant, 1 ottobre 1958.
- Antonio e Cleopatra di William Shakespeare, 25 novembre 1958.
- Laure persécutée di Jean de Rotrou, 6 maggio 1959.
- Diagramma circolare di Alberto Bruni Tedeschi e Giampiero Bona, 4 ottobre 1959.
- Mercadet l’affarista di Honoré de Balzac, 5 novembre 1959.
- Il revisore di Nikolaj Gogol', 19 settembre 1961.
- Il cavaliere di Olmedo di Lope de Vega, 19 ottobre 1962.
- Stefano Pelloni, detto il Passatore di Massimo Dursi, 5 marzo 1963.
- Hyperion, musica di Bruno Maderna, 6 settembre 1964.
- L’interrogatorio di Lucullo, radiodramma di Bertolt Brecht, 7 novembre 1966.
- Emilia Galotti di Gotthold Ephraim Lessing, 13 marzo 1967.
- Patria artificiale. Ricerca drammatica su Carlo Cattaneo, condotta da Virginio Puecher, Pier Aldo Rovatti e Roberto Pallavicini, 10 e 14 novembre 1969.[10]
- Ascesa e caduta della città di Mahagonny di Bertolt Brecht e Kurt Weill, 26 febbraio 1970.
- L'istruttoria di Peter Weiss, 15 luglio 1972.
- Hinkemann di Ernst Toller, 1⁰ luglio 1974.
- Edipo Re, musica di Andrea Gabrieli, 20 dicembre 1975.
- Il sosia, musica di Flavio Testi, 10 settembre 1982.